# Piłka nożna na Letnich Igrzyskach Olimpijskich 1912/Finał
Finał Letnich Igrzysk Olimpijskich 1912 – mecz finałowy turnieju olimpijskiego 1912 w Sztokholmie, mający na celu wyłonienie mistrza olimpijskiego w piłce nożnej, pomiędzy reprezentacją Wielkiej Brytanii a reprezentacją Danii, który odbył się 4 lipca 1912 roku na Stadionie Olimpijskim w Sztokholmie.

## Statystyki meczu
| 4 lipca 1912 19:00 | Wielka Brytania · Walden 10' · Hoare 22' (41) · Berry 43' | 4:2(4:1)Raport | Dania · 27' (81) Olsen | Stadion Olimpijski, Sztokholm Widzów: 25 000 Sędzia: Christiaan Groothoff |
|                    |                                                           |                |                        |                                                                           |

| Wielka Brytania | Dania |

| BR           |  | Ronald Brebner    |
| OB           |  | Thomas Burn       |
| OB           |  | Arthur Knight     |
| PO           |  | Douglas McWhirter |
| PO           |  | Henry Littlewort  |
| PO           |  | James Dines       |
| NA           |  | Arthur Berry      |
| NA           |  | Vivian Woodward   |
| NA           |  | Harold Walden     |
| NA           |  | Gordon Hoare      |
| NA           |  | Ivan Sharpe       |
| Trener:      |  |                   |
| Adrian Birch |  |                   |

| BR               |  | Sophus Hansen     |
| OB               |  | Nils Middelboe    |
| OB               |  | Harald Hansen     |
| PO               |  | Charles Buchwald  |
| PO               |  | Emil Jørgensen    |
| PO               |  | Paul Berth        |
| NA               |  | Oscar Nielsen     |
| NA               |  | Axel Thufason     |
| NA               |  | Anthon Olsen      |
| NA               |  | Sophus Nielsen    |
| NA               |  | Vilhelm Wolfhagen |
| Trener:          |  |                   |
| Charlie Williams |  |                   |